# Claut
Claut (Claut in friulano standard, Cjolt nella variante locale) è un comune italiano di 857 abitanti situato nella parte ovest del Friuli-Venezia Giulia.

## Geografia fisica

### Territorio

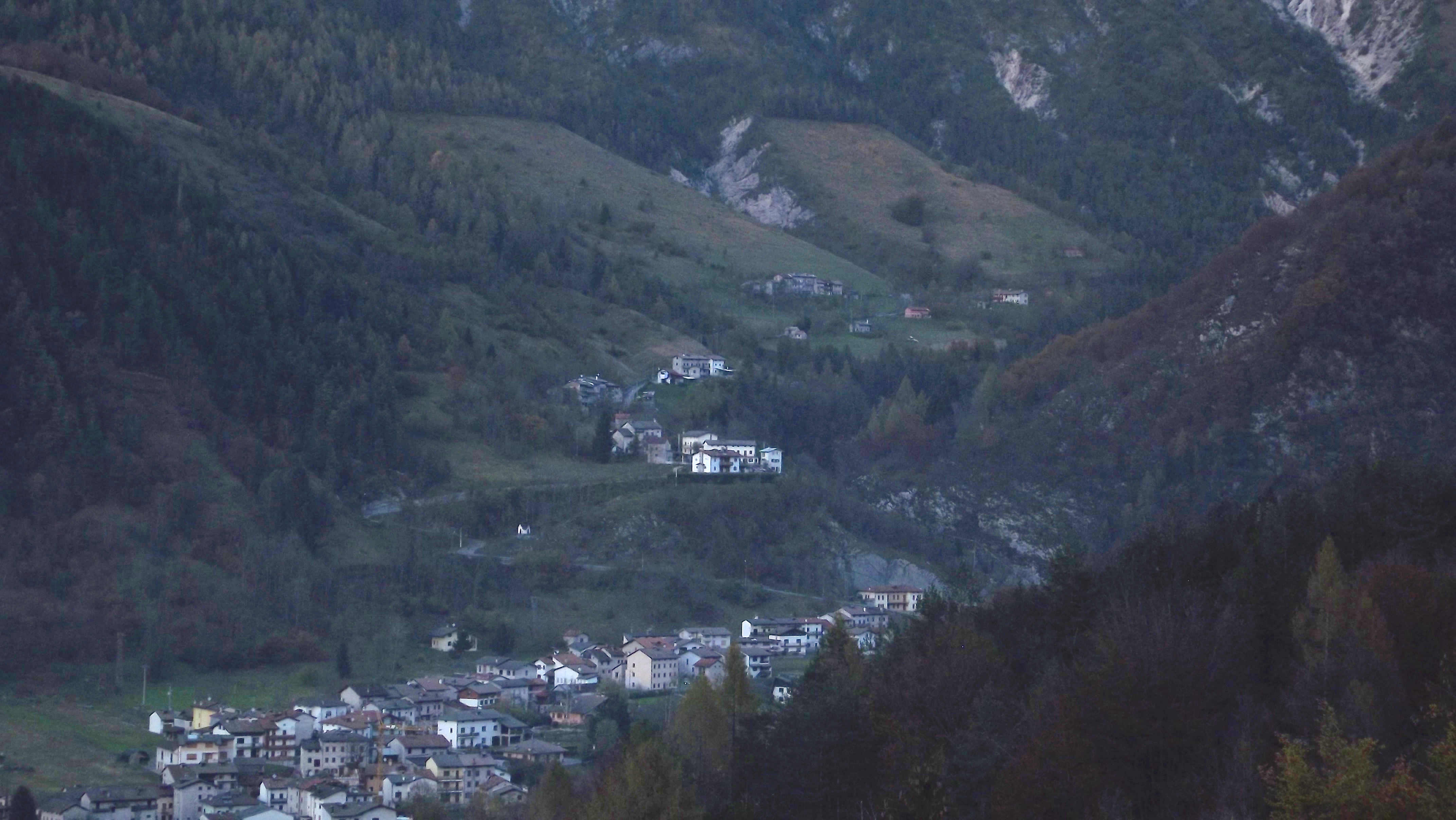
Vista degli abitati di Mariae in basso e Creppi in alto.

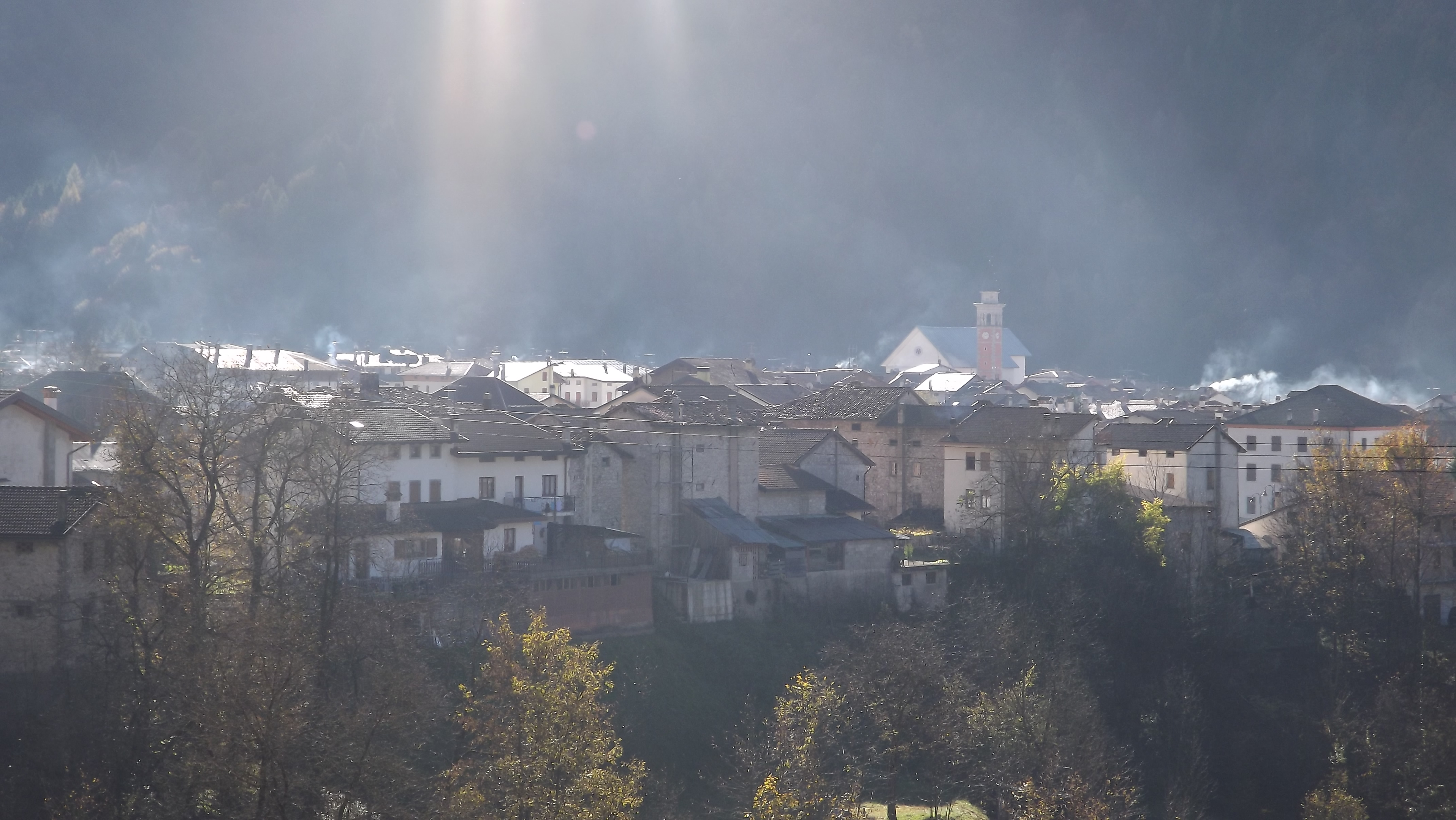
Vista di Claut: il quartiere Massurìe visto dal ponte sul torrente Ciafùrle.

Il territorio di Claut, il più vasto della provincia di Pordenone, comprende la val Cellina dalla frazione Contron alla sua fine ai piedi del monte Caserine Alte. Vi rientrano anche alcune valli collaterali; le principali, tutte localizzate alla destra orografica, sono la val Settimana, l'inizio della val Cimoliana, l'inizio della val Feron e la val Chialedina. Sono attraversate dagli omonimi torrenti (Settimana, Cimoliana, Feron, Chialedina) tributari del Cellina.
Dal punto di vista orografico, la val Cellina rappresenta il punto di incontro fra la catena Chiarescons-Cornaget-Resettum e la catena Cavallo-Visentin, ovvero fra le prealpi Bellunesi e le prealpi Carniche.

## Origini del nome
Claut è citata a partire dal 924 («villa que vocatur Clauto»).
L'ipotesi più probabile è che derivi dal latino *clauditum "chiuso", ad indicare un "campo chiuso", un "terreno recintato", o anche una "vallata chiusa dai monti". Va precisato che in lingua friulana claut significa "chiodo", ma non si ravvisa alcuna relazione con il toponimo.

## Storia
Forse di origini romane, Claut viene citata per la prima volta nel 924, quando la contessa Imeltrude donò all'abbazia di Sesto al Reghena la «villa que vocatur Clauto».
Per il resto le notizie sulla località sono estremamente scarse, a causa della posizione marginale e isolata nella val Cellina, un tempo inospitale e difficilmente percorribile. Lo stesso toponimo sembra esserne un riflesso, rimandando al latino clauditum "luogo chiuso". Solo negli anni della Repubblica di Venezia alle tradizionali attività montane si affiancò anche il commercio del legname che veniva trasportato lungo il Cellina grazie a un sistema di stue, cioè di piccole chiuse in tronchi.
La costruzione della strada Montereale-Molassa, realizzata ai primi del Novecento per sfruttare l'energia idroelettrica derivata dal Cellina e prolungata nel 1911-13 sino alla valle del Piave, ovviò al secolare isolamento del paese ma, d'altro canto, favorì l'emigrazione verso la pianura e l'estero. Il fenomeno si acuì nel secondo dopoguerra, per stabilizzarsi poco dopo con l'apertura delle prime modeste attività turistiche che, tuttavia, hanno avuto vita breve a causa dell'inadeguatezza delle strutture.
A questa crisi, accentuata dal disastro del Vajont e dal terremoto del Friuli, è seguito un periodo di ripresa con la risistemazione delle vie di comunicazione e la rinascita del turismo, legato allo sport e al parco naturale delle Dolomiti Friulane.Qui il Terremoto non causò vittime ma furono necessari ingenti lavori per ristrutturare le strutture danneggiate.
È evidente che la piccola cittadina montana di Claut fu fin dai primordi un centro fiorente di commercio con i paesi del Cadore e con la Germania. Fu via di collegamento forse dalla mitica "Caelina" presunta città in zona della attuale Maniago e forse Claut (Caelina alta) può significare "Caelina Alta" e forse no. Forse può anche significare "Claustrum" quindi città murata naturalmente e forse parola di "latino-germanicizzato".
Fiorente nel medioevo l'agricoltura anche di montagna, le arti minori di vario tipo come ovunque in Italia e in Alto Adige. Forse abbandonata e/o dimenticata per motivi anche di "shock-wave" da terremoti o altre catastrofi o semplici cambiamenti di tendenza nel sistema originario sia economico che sociale.

### Simboli
Lo stemma e il gonfalone del comune di Claut sono stati concessi con regio decreto del 21 giugno 1942.
verde. Motto: Silva salvat Clausum. Ornamenti esteriori da
Comune.»
Il gonfalone è un drappo partito d'argento e di nero.

## Monumenti e luoghi d'interesse

### Chiesa di San Giorgio
Parrocchiale del paese, ha origini molto antiche ma l'attuale edificio è una ricostruzione degli anni 1823-28 consacrata nel 1851. Delle opere qui conservate, si ricordano le decorazioni pittoriche eseguite da Tiburzio Donadon ai primi del Novecento e i pregevoli altari lignei realizzati probabilmente da artigiani locali.
Per quanto riguarda la storia ecclesiastica, fu filiale della pieve di Cimolais, a sua volta gravitante attorno all'abbazia di Sesto al Reghena. Per questo motivo, fu ricompresa nel patriarcato di Aquileia (poi arcidiocesi di Udine) fino al 1818, quando passò alla diocesi di Concordia-Pordenone. Emancipata dalla matrice nel 1607, nel 1955, in seguito alla rinunzia del giuspatronato da parte dei capifamiglia, fu dichiarata arcipretale.

### Altro
- Il "Museo della Casa Clautana", composto dall'allestimento museale presso il centro visite del Parco Naturale Dolomiti Friulane e dalla Ciasa da Fum, vede da un lato la pregevole ricostruzione dell'ambientazione di una casa clautana accompagnata dal percorso della donna sedonera  "fora pal mont", e dall'altro la possibilità di visitare un'abitazione tipica locale originale  risalente al XVII secolo.
- Le "Orme del Dinosauro" impresse su un grande masso nelle vicinanze della casera "Malga Casavento" in Val Gere, dove è possibile trovare l'omonimo ristoro aperto nei mesi estivi.
- La Grotta del Landre Scur, caratteristica grotta che presenta all'ingresso un antro alto diverse decine di metri, alla fine di questo, un piccolo cunicolo, spesso invaso dall'acqua, porta alla prima cavità vera e propria. Il nome di questa grotta significa "L'Antro Oscuro/Buio" nel dialetto locale; questo nome le è stato dato per via dell'oscurità presente alla sua entrata.
- Il comprensorio del Pradut, dove, oltre alla pratica escursionistica, sono possibili diverse attività outdoor, anche invernali, grazie alla rete di sentieri e strade forestali che collegano malghe a bivacchi e all'omonimo rifugio.
- Il comprensorio della Val Settimana, dove, oltre al rifugio la Pussa, è presente anche una sorgente solforosa magnesica, anche da questo rifugio sono possibili diverse attività, anche invernali, grazie alla rete di sentieri e strade forestali che collegano malghe a bivacchi.

## Società

### Evoluzione demografica
Abitanti censiti

### Lingue e dialetti
A Claut, accanto alla lingua italiana, la popolazione utilizza la lingua friulana. Ai sensi della Deliberazione n. 2680 del 3 agosto 2001 della Giunta della Regione Autonoma Friuli-Venezia Giulia, il Comune è inserito nell'ambito territoriale di tutela della lingua friulana ai fini della applicazione della legge 482/99, della legge regionale 15/96 e della legge regionale 29/2007.
La lingua friulana che si parla a Claut rientra fra le varianti appartenenti al friulano occidentale.
Il clautano è una variante del friulano piuttosto particolare, con numerosi punti di contatto con il ladino dolomitico dovuti al fatto di trovarsi nei pressi di un'area di antica transizione tra il friulano ed il ladino: l'area di transizione vera e propria era, probabilmente, quella vicina di Erto e Casso (oggi zona di confine tra friulano e bellunese, quest'ultimo sostituitosi al ladino nell'Ottocento).
Le venditrici ambulanti di cucchiai di Claut parlavano durante le migrazioni in pianura un gergo segreto chiamato dhèrbol ['ðɛrbɔl]. Fu studiato da Ugo Pellis negli anni 1930.
A Claut oltre al friulano locale si parla anche friulano standard, spesso più comune della variante locale.

## Geografia antropica
Il capoluogo Claut (localmente Cjolt, 937 ab.) si trova subito a monte della confluenza del Settimana nel Cellina e alla destra di quest'ultimo. È costituito dalle tre borgate di Basòia (Basua), Massurìe e Mariàe che si sono fuse insieme nel corso dell'espansione urbana. Anche la frazione Creppi (Crep) forma ormai un continuum con Mariae.
A monte di Claut, sempre sulla destra del torrente, sorgono le modeste Matàn (Matan) e Lesis (Lesis). Scendendo a valle, subito prima della confluenza del Settimana si trova Pinedo (Penei, 119 ab.). Ancora più valle si trovano Cellino (Celin) e Contron (Contron, 6 ab.): la prima alla confluenza del Chialedina e da questo divisa nelle due borgate di Sopra (60 ab.) e di Sotto (17 ab.); l'altra subito prima del confine con Barcis.

## Amministrazione
| Periodo         | Periodo        | Primo cittadino       | Partito                          | Carica                    | Note   |
| --------------- | -------------- | --------------------- | -------------------------------- | ------------------------- | ------ |
| 13 gennaio 1988 | 7 giugno 1993  | Mario Giordani        | PSI                              | sindaco                   | [ 15 ] |
| 7 giugno 1993   | 2 ottobre 1995 | Mario Giordani        | PSI                              | sindaco                   | [ 16 ] |
| 2 ottobre 1995  | 10 giugno 1996 | Antonio Castelli      | -                                | commissario straordinario |        |
| 10 giugno 1996  | 17 aprile 2000 | Alceo Della Valentina | UDC                              | sindaco                   | [ 17 ] |
| 17 aprile 2000  | 23 maggio 2005 | Alceo Della Valentina | UDC                              | sindaco                   | [ 18 ] |
| 23 maggio 2005  | 18 maggio 2010 | Giacomo Giordani      | lista civica                     | sindaco                   | [ 19 ] |
| 18 maggio 2010  | 1º giugno 2015 | Gionata Sturam        | lista civica Clautani uniti      | sindaco                   | [ 20 ] |
| 1º giugno 2015  | in carica      | Franco Bosio          | lista civica Un futuro per Claut | sindaco                   | [ 21 ] |

## Sport
A Claut sono presenti impianti per lo sci di fondo e per la discesa. È presente inoltre il moderno palaghiaccio di Claut, intitolato ad Alceo Della Valentina, che è stato sede delle Universiadi del 2003 per il curling e dei campionati europei di curling nel 2006, oltre che ospitare gli incontri di hockey su ghiaccio casalinghi dell'USG Zoldo Valcellina. Recentemente è stata realizzata una nuova pista ciclabile, accessibile a qualunque tipo di bicicletta, lunga oltre 20 km che si snoda tra le valli di Claut e Cimolais, attraversando siti di particolare interesse e di bellezze naturali che comprendono le Muntisele, il parco Faunistico Pianpinedo, la Pineta delle vecchia Prada e i centri di Claut e Cimolais. La palestra comunale costituisce un importante realtà per le opportunità che essa offre a livello sportivo agonistico, ideata per ospitare competizioni e stage di preparazione, anche ad alto livello nelle discipline del basket e volley, in pochi anni di vita ha già ospitato numerosi stage di nazionali e tornei internazionali giovanili di basket e volley. Nel 2009 è stata completata la ristrutturazione della pista da fondo in località Despolei, già dotata di impianto di innevamento artificiale, ora è stato modificato il percorso con la creazione di due dossi che hanno aumentato il dislivello del percorso ed è stato predisposto un efficiente impianto di illuminazione.
Dal 18 al 25 febbraio 2011, Claut ha ospitato per la prima volta i Campionati mondiali di sci alpinismo.
Ha ospitato fino alla stagione 2011-2012 il camp cestistico della squadra Granarolo Basket.
Nel paese di Claut è presente anche un corso d'acqua che, erodendo le rocce, ha dato forma alla forra del "Ciafurle", percorribile durante attività di torrentismo.